# Џоген (Камакура период)
Џоген (承元) је јапанска ера (ненко) која је настала после Кенеи и пре Кенрјаку ере. Временски је трајала од октобра 1207. до марта 1211. године и припадала је Камакура периоду. Владајући цареви били су Цучимикадо и Џунтоку.

## Важнији догађаји Џоген ере
- 1208. (Џоген 2, шести месец): Цар посећује храм Кумано Санзан.[5]
- 1210. (Џоген 4, пети месец): Цар се враћа у храм Кумано.[6]
- 1210. (Џоген 4, шести месец): Цар прихвата Хидејасуа, принца провинције Казуса, као дворјана.[6]
- 1210. (Џоген 4, осми месец): Цар посећује храм Касуга.[6]
- 1210. (Џоген 4, девети месец): Комета је прелетела преко неба.[6]
- 1210. (Џоген 4, двадесетпети дан једанаестог месеца): У дванаестој години владавине цар абдицира. Наследник је његов млађи брат, цар Џунтоку.[7][8][9]